# Estação Tchkalovskaia (metro de Níjni Novgorod)
Tchkalovskaia (em russo:  Чкаловская) é uma das estações da linha Avtosavodskaia (Linha 1) do Metro de Níjni Novgorod, na Rússia. Estação «Tchkalovskaia» está localizada entre as estações «Leninskaia» e «Moskovskaia».